# Museum der Illusionen Wien
Das Museum der Illusionen Wien ist ein interaktives Erlebnismuseum in Wien, das sich auf optische Täuschungen, Illusionen und Sinneswahrnehmungen spezialisiert hat. Es wurde am 14. Juli 2017 eröffnet und ist Teil der internationalen Museumskette Museum der Illusionen, die 2015 in Zagreb gegründet wurde.

## Geschichte
Das Wiener Museum ist die vierte Niederlassung der Kette und wurde am 14. Juli 2017 in der Wallnerstraße 4 im Zentrum Wiens eröffnet. Die Eigentümerin des Museum der Illusionen Wien ist die Architektin Lana Rozić. Der Wiener Standort war das erste Museum außerhalb der Balkanregion. Das erste Museum der Illusionen wurde 2015 von Roko Živković und Tomislav Pamuković in Zagreb eröffnet.

## Ausstellungskonzept
Das Museum bietet über 50 Exponate, die Besucher dazu einladen, ihre Wahrnehmung zu hinterfragen. Dazu zählen:
- Vortex-Tunnel[5]: Ein rotierender Zylinder, der den Gleichgewichtssinn herausfordert.
- Ames-Raum: Ein Raum, der Personen je nach Position größer oder kleiner erscheinen lässt, basierend auf den Prinzipien von Adelbert Ames.
- Der Upside-Down-Raum: Ein Raum, in dem die Schwerkraft scheinbar aufgehoben ist.
- Hologramme und Stereogramme: Zweidimensionale Bilder, die dreidimensionale Effekte erzeugen.
- Kopf auf dem Servierteller: Eine Illusion, bei der der Eindruck entsteht, der Kopf einer Person liege auf einem Teller.

Die Ausstellung ist interaktiv gestaltet und richtet sich an ein breites Publikum, darunter Familien, Schulklassen und Touristen und Touristinnen. Fotografieren ist ausdrücklich erlaubt und erwünscht. 

## Gebäude

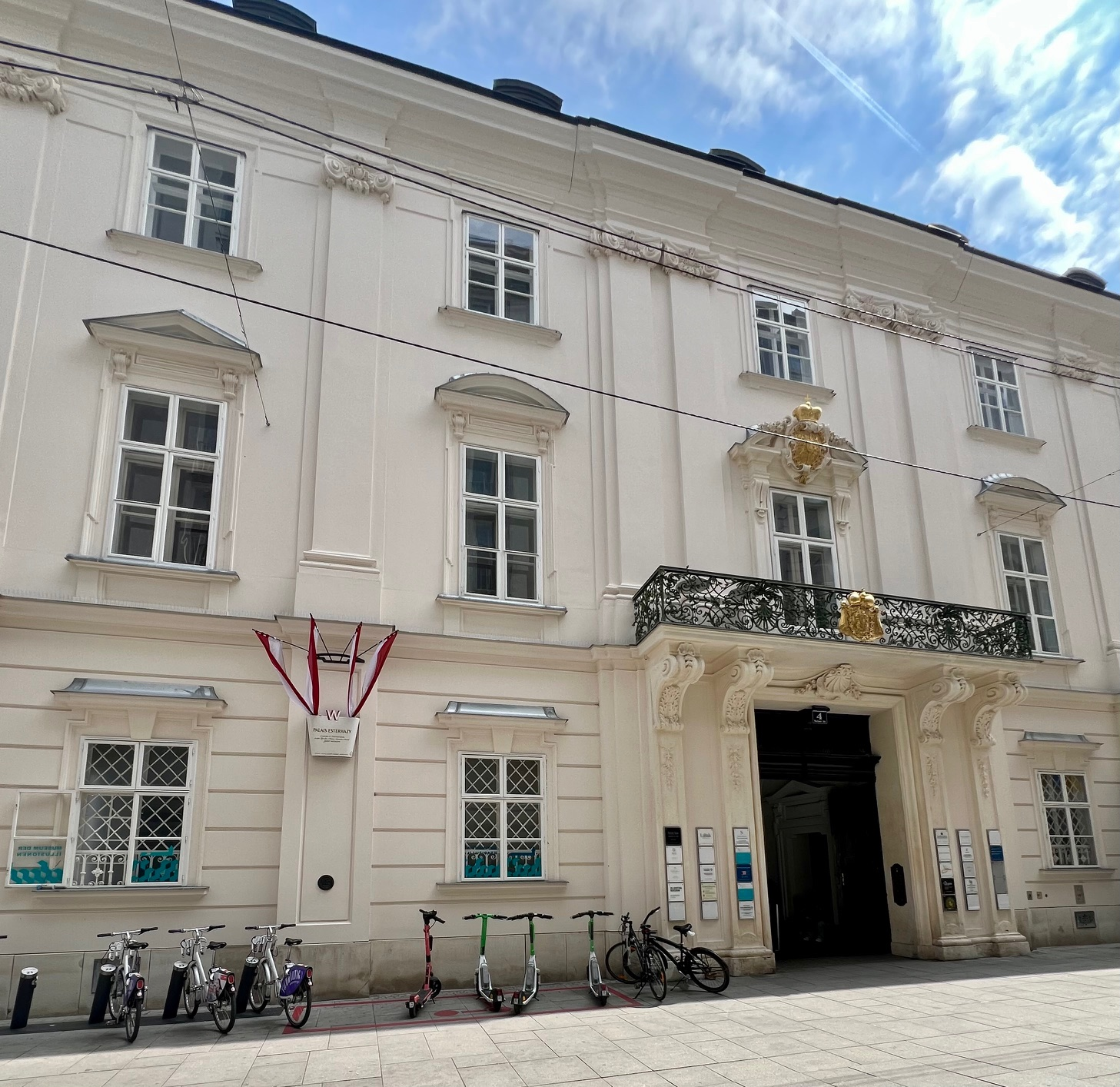
Fassade des Palais Esterhazy

Das Museum befindet sich in der Wallnerstraße 4, 1010 Wien. Es ist im Erdgeschoß des Palais Esterhazy untergebracht, einem Barockgebäude der Wiener Innenstadt. Die Räumlichkeiten selbst stechen durch die gewölbten, hohen Decken und die klassischen Kastenfenster hervor. Die Fassade auf der Wallnerstraße ist barock mit ionischen Riesenpilastern. Das Schmiedeeisengeländer trägt das goldene Familienwappen der Esterházy. Schon Joseph Haydn hatte in diesen Räumen seine Wirkungstätte.

## Internationale Vernetzung
Das Museum der Illusionen Wien ist Teil eines globalen Netzwerks von Museen, die nach dem Franchise-Prinzip betrieben werden. Zurzeit (Stand Mai 2025) existieren weltweit 55 Standorte in 25 Ländern auf vier Kontinenten. Im deutschsprachigen Raum sind dies Hamburg und Stuttgart.